# 재스민 카라
재스민 카라(Jasmine Kara, 1988년 6월 23일 ~ )는 스웨덴의 가수이다.